# Cantón de Essômes-sur-Marne
El cantón de Essômes-sur-Marne (en francés cantón d'Essômes-sur-Marne) es una circunscripción electoral francesa situada en el departamento de Aisne, de la región de Alta Francia. La cabecera (bureau centralisateur en francés) está en Essômes-sur-Marne.

## Historia
Fue creado por el decreto n.º 2014-202 del 21 de febrero de 2014 que entró en vigor en el momento de la primera renovación general de asamblearios departamentales después de dicho decreto, cuestión que pasó en marzo de 2015.